# Amadeo Bordiga
Amadeo Bordiga (Ercolano, Nápoles, 13 de junio de 1889 - Formia, Latina, 23 de julio de 1970) fue un político marxista italiano. Fue uno de los fundadores del Partido Comunista de Italia (PCI) junto a otros comunistas italianos, como Antonio Gramsci o Palmiro Togliatti. Miembro de la Internacional Comunista (Comintern) y posteriormente una figura destacada del Partido Comunista Internacional. Bordiga estuvo originalmente asociado con el PCI, pero fue expulsado en 1930 después de ser acusado de trotskismo.
Bordiga es considerado uno de los representantes más importantes del comunismo de izquierda en Europa, en particular dentro de Italia donde su influencia se extendió a la ultraizquierda de la década de los 60s y 70s. Autores como Giorgio Cesarano, Jacques Camatte y la revista Tiqqun son uno de los tantos seguidores de su obra.

## Vida personal
Bordiga se casó con Ortensia De Meo en 1914. Tuvieron dos hijos, Alma y Oreste. Ortensia falleció en 1955, y Bordiga se casó con la hermana de Ortensia, Antonietta De Meo, diez años después en 1965.

## Biografía
En 1912 se adhiere al Partido Socialista Italiano. Sin embargo, Amadeo Bordiga era un enemigo acérrimo de la democracia representativa, a la que veía estrechamente ligada a los burgueses y al capitalismo.
Después de la Revolución de Octubre, Bordiga se unió al movimiento comunista y formó la facción abstencionista comunista dentro del PSI, abstencionista en el sentido de que se oponía a la participación en elecciones burguesas. El grupo se formaría con la adición del antiguo grupo de L'Ordine Nuovo en Turín, alrededor de Antonio Gramsci, como la columna vertebral del Partido Comunista Italiano (PCd'I). Esto sucedió después de una larga lucha interna en el PSI, ya que desde 1919 había votado para afiliarse a la Comintern, pero se había negado a purgar su ala reformista. En el transcurso del conflicto, Bordiga asistió al 2º Congreso de la Comintern en 1920, donde añadió dos puntos a las Veintiuna Condiciones de membresía propuestas por Vladimir Lenin. Sin embargo, fue criticado por Lenin en su obra "La enfermedad infantil del izquierdismo en el comunismo" (1920) por una discrepancia sobre el abstencionismo parlamentario.
Víctor Serge, quien presenció el 2do Congreso de la Comintern, recordaba a Bordiga como "exuberante y enérgico, con rasgos contundentes, cabello grueso, negro y erizado, un hombre tembloroso bajo su carga de ideas, experiencias y sombrías predicciones".
Amadeo Bordiga fue el primer secretario general del PCI hasta su arresto en el 1923.
Por consideración a la disciplina, Bordiga y sus camaradas (que se hicieron conocidos como la izquierda comunista italiana) aceptaron la decisión de la Comintern, pero se encontraban en una posición cada vez más difícil. Cuando Bordiga fue arrestado en febrero de 1923 bajo una acusación falsa por el nuevo gobierno de Benito Mussolini, tuvo que renunciar a su puesto como miembro del Comité Central del PCd'I. Al ser absuelto más tarde ese mismo año, Bordiga decidió no reclamarlo, aceptando implícitamente que ahora era un opositor. A partir de entonces su posición en el partido sería muy marginal, hasta que en el 1930 es expulsado por defender a León Trotski. En los años posteriores no realiza ninguna actividad política ya que es vigilado por el régimen de Mussolini.
En el Quinto Congreso de la Comintern en Moscú, de junio a julio de 1924, Bordiga fue la única voz de la 'ultraizquierda' que se opuso a cualquier cooperación con los partidos socialistas en favor de un 'frente unido desde abajo, no desde arriba', lo cual recibió apoyo excepto dentro de la delegación italiana. Argumentó que el ascenso de Mussolini y los fascistas era solo "un cambio en el personal gobernante de la clase burguesa". También en 1924, la izquierda comunista italiana perdió el control del PCd'I ante un grupo pro-Moscú cuyo líder Gramsci se convirtió en el Secretario General del partido en junio. En marzo de 1925, Bordiga se negó a ir a Moscú para asistir a un plenario del ejecutivo de la Comintern, y en su ausencia fue acusado de adoptar una "posición hostil contra la Comintern al declarar su completa solidaridad con Trotsky".
En el Tercer Congreso del PCd'I celebrado en el exilio en Lyon en enero de 1926, se completó la maniobra del grupo pro-Moscú. Sin el apoyo de la Internacional Comunista para escapar del control fascista, pocos miembros de la Izquierda Comunista Italiana pudieron llegar al Congreso, por lo que las tesis elaboradas por Bordiga fueron rechazadas. Se aceptaron las del grupo minoritario estalinista.
En diciembre de 1926, Bordiga fue arrestado nuevamente por Mussolini y enviado a prisión en Ustica, una isla italiana en el mar Tirreno, donde se encontró con Gramsci, renovaron su amistad y trabajaron juntos a pesar de sus diferencias políticas. Bordiga estaba preocupado por la mala salud de Gramsci, pero no se concretó un plan para ayudarlo a escapar de la isla. En 1928, Bordiga fue trasladado a la Isla de Ponza, donde construyó varias casas, regresando después de su detención en 1929 para terminarlas. Bordiga fue liberado en 1931 con motivo del matrimonio de su sobrina con un fascista. También posó en un grupo de Camisas Negras y la fotografía fue publicada en un periódico fascista.
Tras la caída del régimen fascista, Bordiga reanuda su actividad política y comienza a colaborar en diversas revistas. En sus publicaciones critica la idea del estalinismo del "socialismo en un solo país".
En 1945 fundó, junto a otros exdirigentes comunistas, el Partido Comunista Internacionalista (en italiano Partito Comunista Internazionalista). El pequeño partido que se consideraba fiel al marxismo y enfrentado al estalinismo, denunciando "desde la izquierda" a la URSS, cuyo modo de producción defendió contra Stalin como un Estado capitalista.Esta tesis de Bordiga que posteriormente sería extendida al resto de la izquierda comunista italiana, lo diferenciaba del análisis trotskistas sobre la URSS, como un "Estado Obrero degenerado".
Fue crítico de los modelos socialistas de fábrica que se negaban a la toma del poder estatal y del Trotskismo tras la muerte de Trotski sin apoyar a este último de forma acrítica.
La corriente bordiguista retoma la herencia del Partido Socialista de Italia de antes de 1914, agrupado en torno a Amadeo Bordiga. Esta corriente fue la primera en el movimiento socialista, después comunista, que se opuso por principio a cualquier participación en las elecciones parlamentarias. Bordiga luchó en el seno de la Tercera Internacional por la adopción de estrictas condiciones de admisión, que excluyeran a todos los partidos que habían apoyado la participación en la I Guerra mundial, o que adoptaron una actitud centrista sobre esta cuestión crucial. Tras la II guerra mundial, la corriente en torno a Bordiga participó en la formación del Partido Comunista de Italia en 1943-45, que se escindió después, en 1952, para formar el Partido Comunista Internacional. 
La corriente "bordiguista" en realidad es el Programa de la Izquierda Comunista Italiana, aún perdura en un medio revolucionario internacional y en una multiplicidad de grupos reconocidos dentro de tal. Es sobre todo en el exilio francés donde proliferaron revistas tan importantes como Bilán (Balance) y Prometeo, desde donde se articularon grupos como la Corriente Comunista Internacional, el Grupo Comunista Internacional, Bataglia Comunista, a Contra Corriente o Comunismo y Civilización.
| Predecesor: Nadie | Secretario general del PCI 1921-1924 | Sucesor: Antonio Gramsci |

## Legado
El autor francés Jacques Camatte comenzó a cartearse con Bordiga desde los 19 años en 1954, y Bordiga desarrolló una relación duradera con Camatte y una influencia ideológica sobre él. El trabajo temprano de Camatte se alinea mucho con la corriente bordiguista, y Bordiga contribuyó frecuentemente a la revista de Camatte, Invariance, cerca del final de su vida. Incluso después de la ruptura de Camatte con el marxismo tras la muerte de Bordiga, la preocupación de Camatte por el tema del 'Gemeinwesen' (comunidad, bien común) dentro del trabajo de Marx es coherente con el énfasis de Bordiga en los aspectos anti-individualistas y colectivistas del marxismo.
Bordiga también influyó en Gilles Dauvé y tuvo una gran influencia sobre las corrientes ultraizquierdistas de los siglos XX y XXI, entre las que se destaca el autor estadounidense Loren Goldner y los grupos franceses Endnotes y Théorie Communiste.